# Clase Riachuelo
La Clase Riachuelo es una familia de submarinos de propulsión diesel-eléctricos de la Marina de Brasil, derivados de los submarinos franceses clase Scorpène. Los buques de la clase son más grandes en eslora, tonelaje y capacidad de carga en comparación con los originales franco-españoles. La versión brasileña tiene 71,62 metros y 1.870 toneladas, frente a los 66,4 metros y 1.717 toneladas de los Scorpènes.

## Histórico

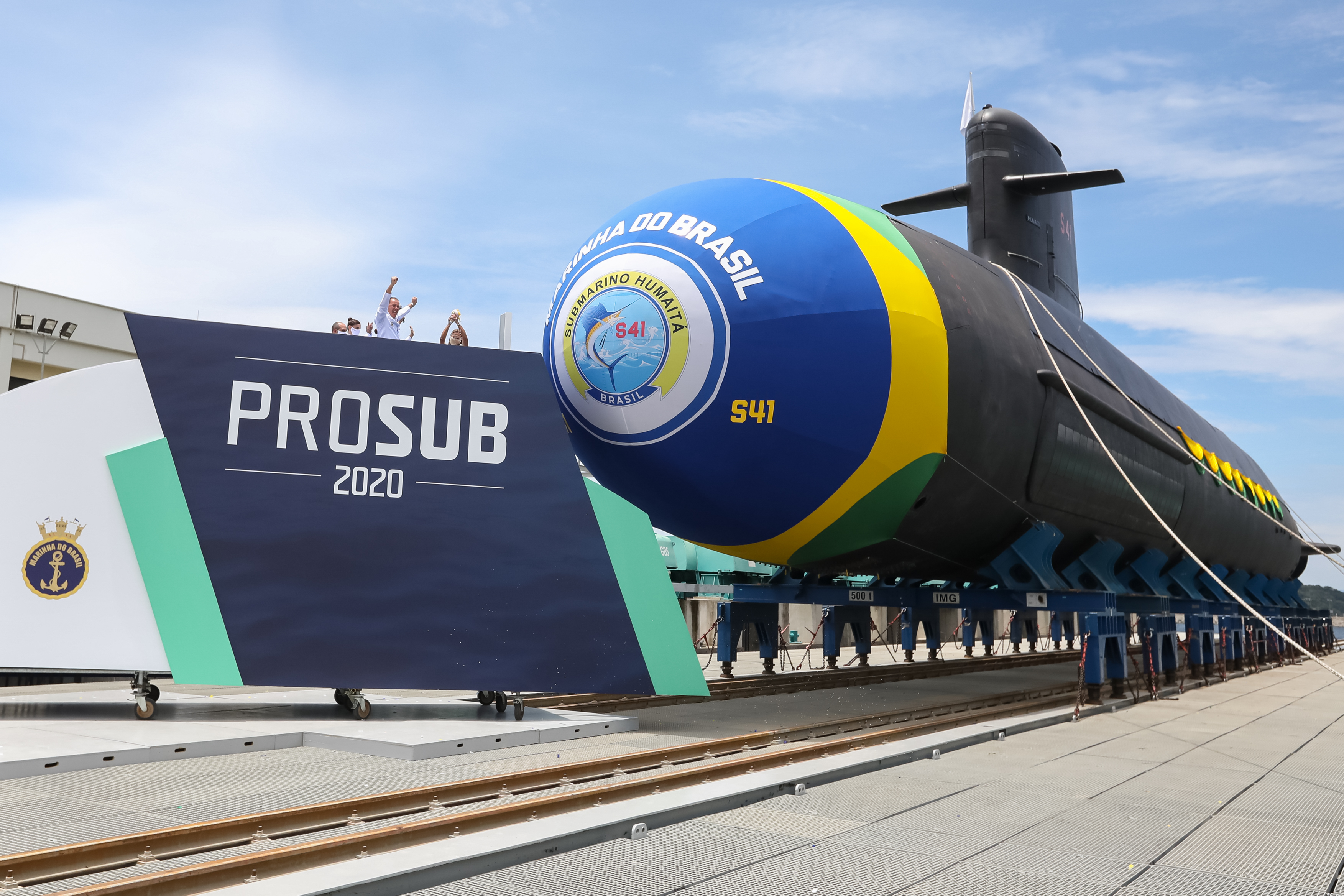
S41 Humaitá.

En 1989 Brasil recibió su primer submarino Tipo 209/1400, el S-30 Tupí, fabricado en Alemania por HDW. Se le unieron otros 3, ensamblados en el Arsenal de la Marina de Río de Janeiro. Tras recibir varias mejoras en el diseño se botó el submarino S-34 Tikuna que tiene un mejor rendimiento, señal de ruido más baja y un período más largo de operación sumergida. Ante la necesidad de sustituir sus submarinos comprados en Alemania hubo amplias negociaciones con HDW para fabricar el submarino Tipo 214 en Brasil. Las limitaciones de posguerra impuestas en Alemania excluían apoyo en el desarrollo del proyecto nuclear. También se habló con Rusia, que no cedió en la transferencia tecnológica.
En 2009 se firmó el acuerdo de cooperación estratégica en materia de defensa entre Francia y Brasil y la Marina brasileña eligió a Naval Group para su Programa de desenvolvimiento de Submarinos (ProSub). Brasil quería reforzar su fuerza submarina con cuatro nuevos submarinos convencionales (SSK) y el desarrollo de un submarino de propulsión nuclear autóctono (SSN).

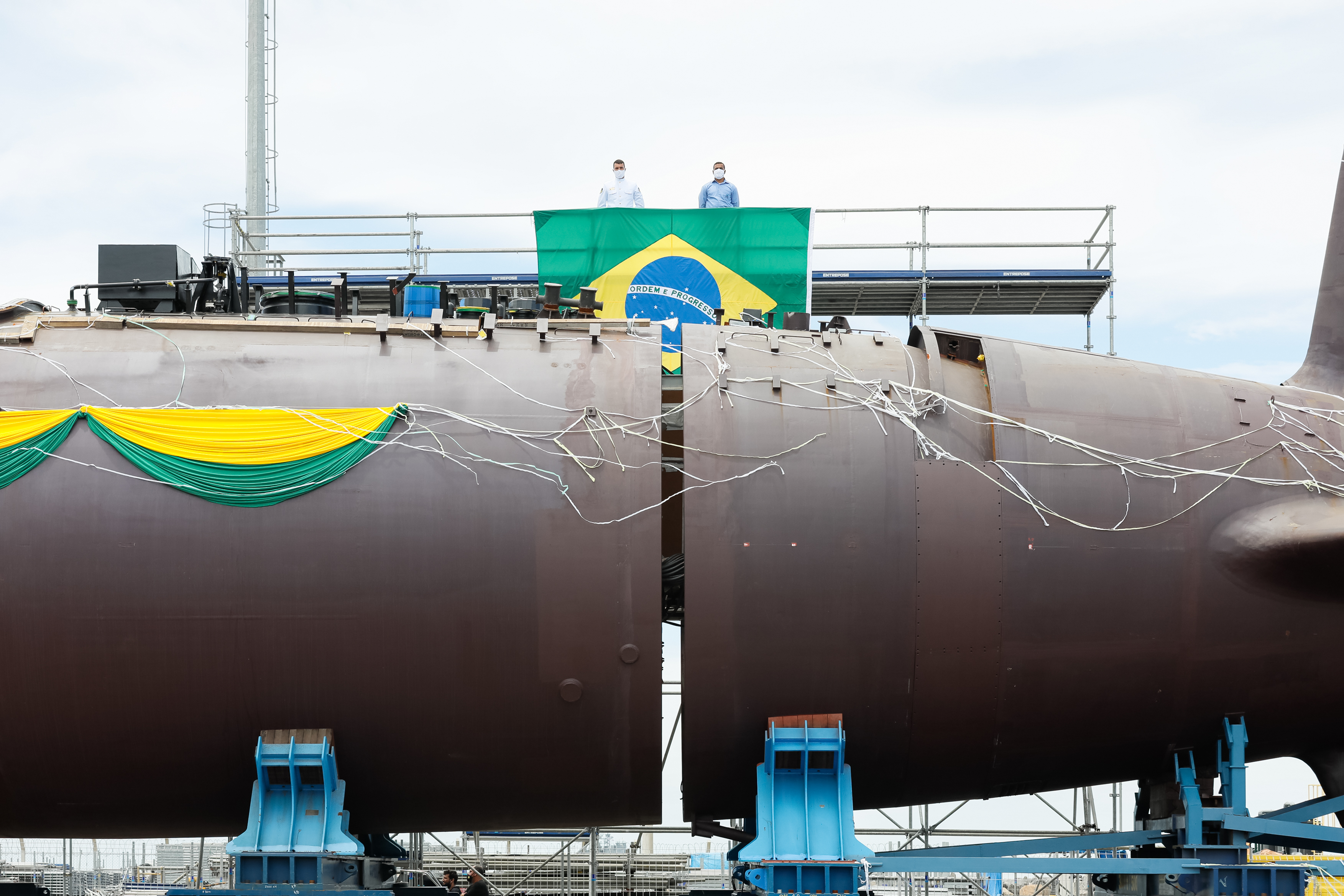
S42 Tonelero.

El programa de construcción de estos submarinos se planteó con el requerimiento de transferencia de tecnología. La construcción de los nuevos submarinos sería llevada a cabo por mano de obra brasileña con la asistencia técnica de Naval Group. El Programa de Nacionalización calificó a más de 40 empresas brasileñas para la fabricación de componentes de los submarinos en más de 100 proyectos (fabricación de válvulas de agua salada, fabricación de baterías, etc).
Para la construcción de los submarinos y, en el futuro, del submarino de propulsión nuclear Álvaro Alberto, se construyó en Itaguaí un complejo de construcción naval que cuenta con varias instalaciones, equipos y sistemas especializados. Brasil adoptó el diseño de la clase Scorpene, adoptada por India, Chile y Malasia. Sin embargo se adaptó el diseño a las necesidades brasileñas de mayor autonomía, aumentando el tamaño y desplazamiento. La versión brasileña no incluye el MESMA (Module d’Energie Sous-Marine Autonome), sistema AIP (Air Independent Propulsion) de los Scorpene que fue sustituido por más espacio para baterías y combustible.
El S-40 Riachuelo fue lanzado al mar en diciembre de 2018, con el fin de iniciar la fase de pruebas de aceptación de la plataforma, con una duración de dos años, más seis meses de pruebas de sistemas de combate, con su incorporación al sector operativo de la Marina al julio de 2022. El S-41 Humaitá fue incorporado al sector operativo de la Armada al 12 de enero de 2024. 
El S-42 Tonelero fue lanzado al 27 de marzo de 2024 y se encuentra en pruebas para su incorporación operacional y el S-43 Angostura está previsto entraga para 2025.

## Unidades
- S Riachuelo (S-40) - Lanzado el 14 de diciembre de 2018, operacional al septiembre de 2022.[9][10]
- S Humaitá (S-41) - Lanzado el 2020, operacional al enero de 2024.
- S Tonelero (S-42) - Lanzado en marzo de 2024.
- S Alte. Karam (S-43)[11] - Previsión de lanzamiento marzo de 2025.

## Submarino nuclear SN-10 Álvaro Alberto

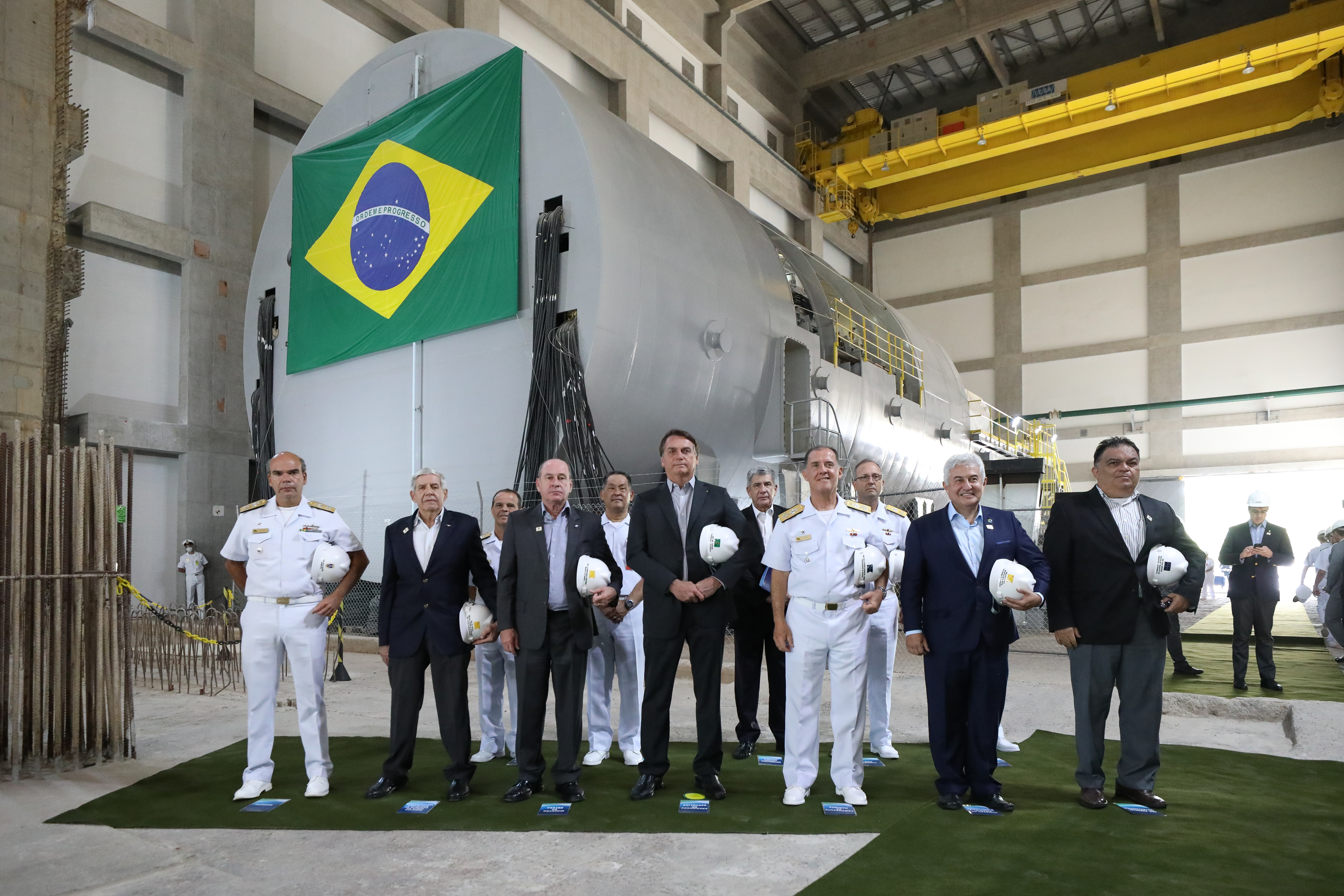
Prototipo del reactor - LABGENE

La Clase Riachuelo se desarrolló como una fase intermedia, que se está utilizando para la construcción del primer submarino nuclear brasileño, el SN10 Álvaro Alberto, que está en construcción y debería ser lanzado al mar hacia el 2030.
El SSN Álvaro Alberto tendrá un diámetro de 9,8 metros, 3,6 metros más que el S-BR, su longitud será de 100 metros y desplazamiento de unas 6.000 toneladas con propulsión turboeléctrica. Albergará un reactor nuclear tipo PWR de 48 MW (64,000 hp) de tipo agua a presión.